# Eluvialhorizont

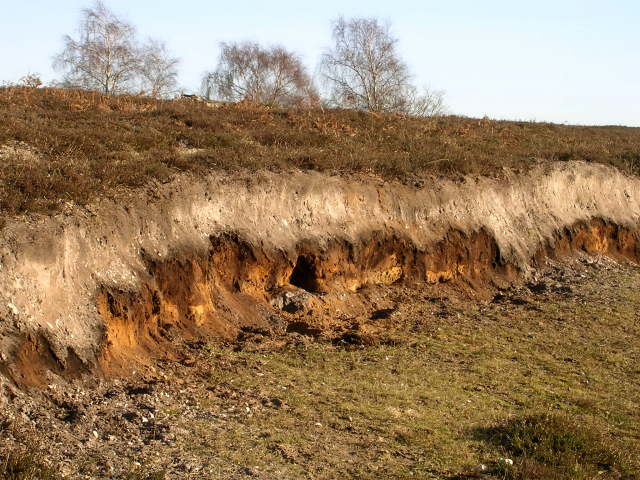
Aschgrauer, 'gebleichter' Eluvialhorizont und braunschwarzer und rostbrauner Anreicherungshorizont einer Heide in New Forest

Der Eluvialhorizont (lat. lavare ‚waschen‘), auch Eluvium, Auswaschungshorizont oder Ae-Horizont, klassifiziert einen durch Auswaschung geprägten Bodenhorizont in der Bodenkunde.
Ein Auswaschungshorizont liegt unter einer organischen Humus-Auflage (L- und O-Horizonte) oder unter einem mineralischen, humosen Oberboden (Ah-Horizont); kennzeichnend für den Ae-Horizont ist eine Verarmung an organischer Substanz sowie Eisen- und Aluminiumverbindungen. Dieser Prozess wird als Podsolierung bezeichnet und charakterisiert den Bodentyp Podsol.
Ein Ae-Horizont ist eine aufgehellte, oft grau gebleichte Zone unter dem humosen Oberboden. Er entsteht durch starke Bodenversauerung und damit einhergehende Verlagerung von komplexen Eisen-Humusverbindungen. Darunter gelegen ist eine Einwaschungszone, ein Illuvialhorizont, der mit den ausgewaschenen Stoffen des Ae-Horizontes angereichert ist. Je nach vorherrschender Einwaschung von Humus- oder Eisenverbindungen werden Bh- und Bs-Horizont unterschieden.